# Druga nogometna liga FBiH
Druga nogometna liga FBiH je ligaško natjecanje trećeg stupnja koje se odigrava na području Federacije Bosne i Hercegovine. Organizator natjecanja je Nogometni savez Federacije Bosne i Hercegovine.

## Povijest i struktura natjecanja
Druga nogometna liga FBiH igra se od 2002. godine. U sezonama 2002./03. i 2003./04. liga je bila podjeljena na šest skupina: Sjever, Jug, Zapad, Centar 1A, Centar 1B i Centar 2. Prvaci šest drugoligaških skupina igrali su doigravanje za ulazak u Prvu ligu FBiH. Tri pobjednika u doigravanju ostvarivala su plasman u viši rang natjecanja.
Reorganizacijom natjecanja, od sezone 2004./05. Druga liga FBiH se sastoji od četiri skupine: Sjever, Centar, Jug i Zapad s tim da se skupina Zapad u nekim sezonama dijeliti na dvije podskupine Zapad I i Zapad II. Skupine su raspoređene tako da ih čine klubovi iz najmanje dva županijska nogometna saveza. Prvaci drugoligaških skupina najčešće ostvaruju direktan plasman u Prvu ligu FBiH, a u određenim slučajevima igra se doigravanje za ulazak u Prvu ligu kako bi se dobila dva nova prvoligaša. 
Druga liga FBiH se popunjava prvacima županijskih liga te klubovima koji ispadaju iz Prve lige FBiH. U odnosu na njihov broj iz Druge lige ispadaju najčešće dva, a ponekad i više klubova. 
| Skupine Druge lige | Županijski nogometni savezi koji ih čine                                                 |
| ------------------ | ---------------------------------------------------------------------------------------- |
| Sjever             | Posavska županija, Tuzlanska županija                                                    |
| Centar             | Sarajevska županija, Zeničko-dobojska županija, Bosansko-podrinjska županija             |
| Jug                | Zapadnohercegovačka županija, Hercegovačko-neretvanska županija, Hercegbosanska županija |
| Zapad              | Županija Središnja Bosna, Unsko-sanska županija                                          |

## Vanjske poveznice
- Službene stranice NS Federacije BiH

| Nogomet u BiH                                                 | Nogomet u BiH |
| ------------------------------------------------------------- | --- |
|                                                               | |
| Nogometni savez BiH Nogometni savez FBiH • Nogometni savez RS | |
|                                                               | |
| Nacionalne momčadi                                            | seniori • do 21 • do 19 • do 17 • B |
|                                                               | |
| Ligaška natjecanja                                            | Premijer liga BiH • Prva liga FBiH • Prva liga RS • Druga liga FBiH (Sjever, Centar, Jug, Zapad) • Druga liga RS (Zapad, Istok) • Županijske lige • Regionalne lige RS • Područne lige RS |
|                                                               | |
| Kup natjecanja                                                | Kup BiH • Super Kup • Kup RS • Kup FBiH |
|                                                               | |
| Omladinska natjecanja                                         | Premijer omladinska liga BiH • Omladinska liga BiH (Sjever, Centar, Jug, Zapad) |
|                                                               | |
| Popis klubova • Popis stadiona                                | |

| Nogomet u BiH                                                 | Nogomet u BiH |
| ------------------------------------------------------------- | --- |
|                                                               | |
| Nogometni savez BiH Nogometni savez FBiH • Nogometni savez RS | |
|                                                               | |
| Nacionalne momčadi                                            | seniori • do 21 • do 19 • do 17 • B |
|                                                               | |
| Ligaška natjecanja                                            | Premijer liga BiH • Prva liga FBiH • Prva liga RS • Druga liga FBiH (Sjever, Centar, Jug, Zapad) • Druga liga RS (Zapad, Istok) • Županijske lige • Regionalne lige RS • Područne lige RS |
|                                                               | |
| Kup natjecanja                                                | Kup BiH • Super Kup • Kup RS • Kup FBiH |
|                                                               | |
| Omladinska natjecanja                                         | Premijer omladinska liga BiH • Omladinska liga BiH (Sjever, Centar, Jug, Zapad) |
|                                                               | |
| Popis klubova • Popis stadiona                                | |